# ADO '20
Aanhouden Doet Overwinnen 1920 (conhecido apenas como ADO '20) é um time de futebol holandês da cidade de Heemskerk, situado na Holanda do Norte. Atualmente joga na Derde Divisie, a terceira divisão holandesa de futebol. O clube foi fundado em 15 de maio de 1920 como Aanhouden Doet Overwinnen 1920. São disputados seus jogos no Sportpark de Vlotter.
Em fevereiro de 2007, o ADO '20 realizou uma parceria com o AZ Alkmaar na área de desenvolvimento dos jovens, escotismo e intercâmbio de conhecimento, assim, melhorando muito sua academia de jovens. Um dos jovens que já jogaram na academia do ADO '20, foi Jeffrey Gouweleeuw, que também atuou profissionalmente no AZ. Quando Jeffrey foi contratado pelo FC Augsburg, time da primeira divisão alemã, em janeiro de 2016,  o ADO '20 recebeu uma taxa de desenvolvimento que foi usada para renovar o estande principal do Sportpark de Vlotter, chamada de "Estande Jeffrey Gouweleeuw" desde então. Em fevereiro de 2018, ADO '20 firmou parceria com Ajax.
O principal rival do ADO '20 é o ODIN '59, que também vem de Heemskerk.